# Basilius Perger

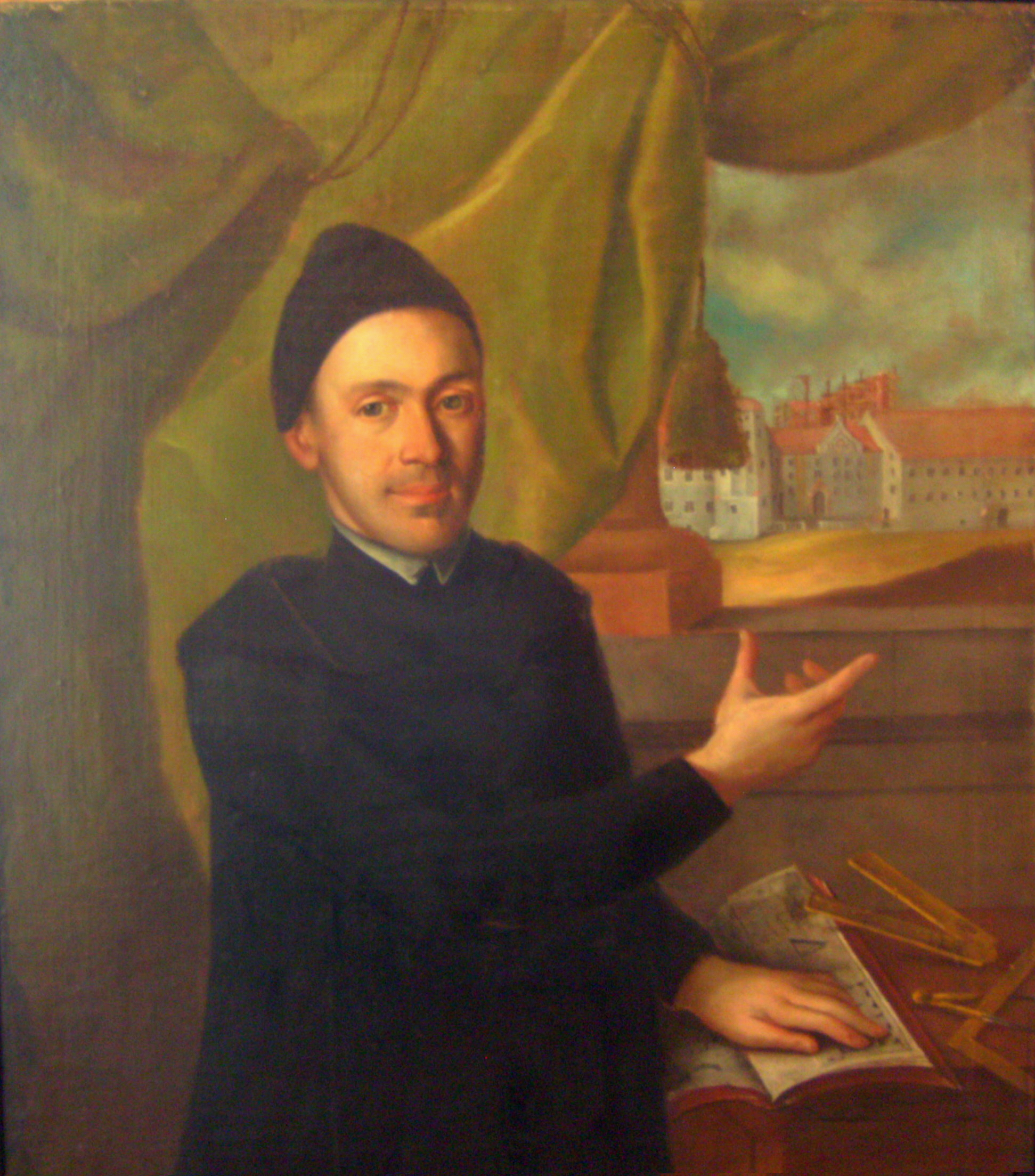
Basilius Perger Astronom (unbekannter Maler)

Basilius Perger OSB (* 12. Juni 1734; † 7. Juli 1807) war ein Mönch, Mathematiker und Astronom.

## Leben
Perger wurde 1734 geboren. Im Jahre 1755 legte er seine Profess im Kloster Ochsenhausen ab. Vier Jahre später, noch während der Amtszeit von Abt Benedikt Denzel, wurde er 1760 zum Priester geweiht. Danach lehrte er im Kloster Philosophie, Theologie, Mathematik und Physik. In Geisenhofs Abschnitt über Abt Romuald Weltin bezeichnet er Perger als einen „gelehrten Astronomen und Mechanikus“.
Aus dem Jahre 1768 finden sich im Landesarchiv Baden-Württemberg in Stuttgart Rechnungen des Instrumentenbauers Georg Friedrich Brander aus Augsburg. Daraus wird ersichtlich, dass Brandner an das Kloster optische und astronomische Präzisionsinstrumente lieferte. Ein kleiner Vermerk mit der Frage: „Ist das Observatorium Astronomicum verfertigt und mit einem Quadranten und Sector versehen worden“, findet sich unter den Klosterrechnungen im Hauptstaatsarchiv in Stuttgart aus dem Jahre 1788. Die Sternwarte im Eckturm des südöstlichen Turmpaares mit drehbarem Kuppelsichtfenster verfügt über den weltweit einzigen aus dem 18. Jahrhundert erhaltenen Azimutalquadranten.
Mit den Nachforschungen, wer der Erbauer des Azimutalquadranten der Sternwarte war, wurden im September 1982 die beiden Wissenschaftshistoriker Bracher und Bachmann des Deutschen Museums München betraut. Sie fanden zufällig im September 1982 im Staatsarchiv von Stuttgart eine Abrechnung des Klosters, in der es heißt: „Heurigen Sommer hat R. P. Basilius einen sehr großen Eisen Quadranten in das Observatorium Mathematicum verfertigt, wobey der Hamerschmid Aloysi Weißhaubt verdient 154,58 Gulden. Item 2 Schlossergesellen p 33 Woche a 3 fl 99 Gulden.“
Die Gesamtausgaben für die Gerätschaften der Sternwarte beliefen sich auf 8.914 Gulden. Perger wird auch noch als Modernisierer, des 1955 außer Dienst und schließlich 1968 abgerissenen Wasserhebewerkes am Krummbach vermutet.
Perger verstarb am 7. Juli 1807.

## Literatur

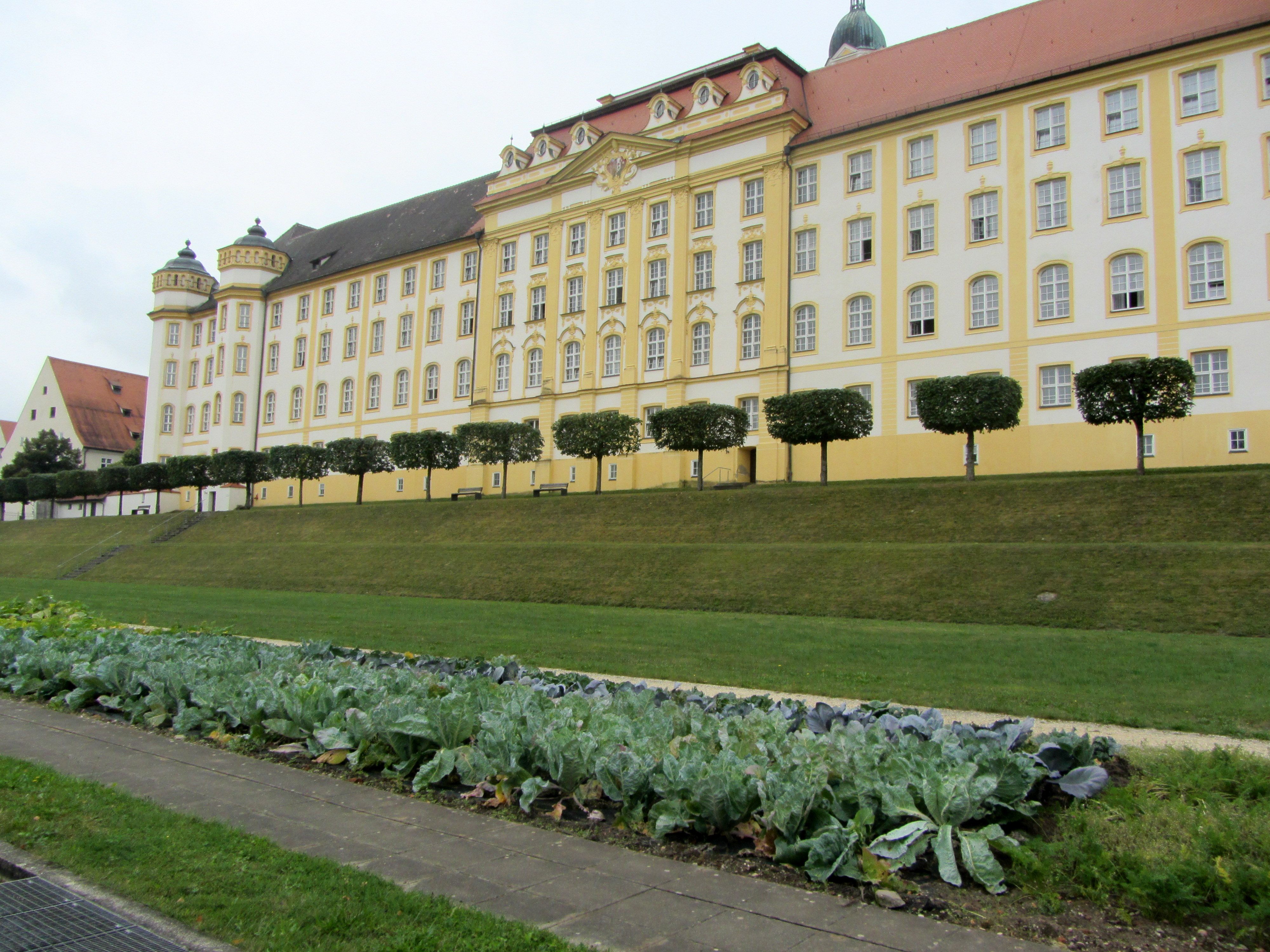
Ostfassade des Klosters Ochsenhausen (2015). Im linken Turm des Turmpaares links befindet sich Pergers Sternwarte.

## Werke
- Theses Philosophicae, Memmingen, 1771 (Digitalisat)
- Distributio librorum pro Bibliotheca Ochsenhusana, Abschrift, Salem, um 1785/90 (Digitalisat)